# Parviterebra trilineata
Parviterebra trilineata is een slakkensoort uit de familie van de Columbellidae. De wetenschappelijke naam van de soort is voor het eerst geldig gepubliceerd in 1863 door Adams & Angas.